# Estelle Brou
Pour les articles homonymes, voir Brou (homonymie).
Estelle Brou, née le 19 août 1977 est une athlète de Côte d'Ivoire, spécialiste du saut en longueur et du 100 m. Elle est licenciée en France, au club Lagardère Paris Racing. Elle est sélectionnée dans l'équipe nationale aux Championnats d'Afrique de 2002 à Tunis.

## Palmarès
- 2001
  - 5e du concours de la longueur au meeting de Genève
- 2002
  - 4e du 100 m de la finale B du Championnat de France
- 2003
  - vainqueur du 100 m du meeting de Saint-Denis
- 2008
  - Vainqueur à la longueur du meeting en salle de Saint-Malo
  - 5e du concours de la longueur aux Championnats d'Afrique d'athlétisme 2008 à Addis-Abeba ( 6,06 m )
  - 11e du concours de la longueur au Championnat de France en salle